# Baby Sitter (singolo)
Baby Sitter è un singolo del rapper statunitense DaBaby, pubblicata il 13 agosto 2019 da South Coast Music Group e Interscope Records come sesto estratto dal suo primo album in studio Baby on Baby.

## Descrizione
DaBaby parla di come non possa resistere al tentativo di avere rapporti sessuali con una donna in sua presenza. Nel ritornello, parla di voler scherzare con la "baby sitter". Nel frattempo, i versi che contribuiscono a Offset delineano mantenere la sua ragazza sotto controllo assicurandosi che non stia cercando di fargli perdere la sua ricchezza e fama.

## Promozione
DaBaby ha eseguito la canzone con Offset ai BET Hip Hop Awards 2019.

## Video musicale
Il video musicale è stato pubblicato il 3 aprile 2019 ed è stato diretto da Reel Goats. Ispirato alla serie TV Willy, il principe di Bel-Air, nel video appaiono i due rapper, rappresentati come fratelli. Mentre il loro "patrigno bianco" è andato con una babysitter in carica, i rapper causano guai nella loro villa di Beverly Hills. La canzone di DaBaby Pony viene riprodotta nei titoli di coda, e la clip termina con DaBaby che viene rimproverato da suo padre.

## Classifiche
| Classifica (2020) | Posizione massima |
| ----------------- | ----------------- |
| Stati Uniti       | 59                |